# Hyponephele cheena
Hyponephele cheena là một loài bướm thuộc họ Nymphalidae. Nó được tìm thấy ở Ấn Độ.

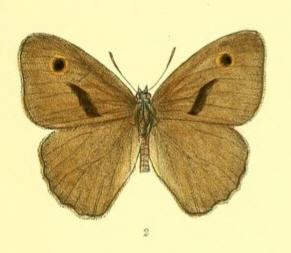
Hyponephele cheena kashmirica

## Phụ loài
- Hyponephele cheena cheena (Moore, 1865)
- Hyponephele cheena iskander (Hemming, 1941)
- Hyponephele cheena kashmirica (Moore, 1893-96)